# Karlo II., zapadnofranački kralj
Karlo II. Ćelavi (fr. Charles le Chauve) (13. lipnja 823. – 5. listopada 877.) bio je francuski kralj 840. – 877. te car Svetog Rimskog Carstva 875. – 877.

## Obitelj
Karlo je bio najmlađi, a ujedno i neočekivani sin cara Ludviga Pobožnog pošto su njegova braća tada već imala dvadesetak godina. Njegovo rođenje je ocu stvorilo probleme jer je jednome od svojih drugih sinova morao oduzeti obećane posjede da bi ih dao njemu. Karlo dobiva Zapadnu Franačku.
Karlova je prva žena bila Ermentruda Orleanska, a druga Richilde Provansalska, sestra kralja Bosa.

## Kralj
Poslije Ludovikove je smrti prvobitni dogovor odbačen i Karlo se ujedinjuje s bratom Ludvigom, u ratu protiv najstarijeg brata Lotara, cara Svetog Rimskog Carstva. 
25. lipnja 841. godine u bitci kod Fontenoja Lotar je pretrpio odlučujući poraz. Lotar nije uspio mobilizirati novu vojsku tako da je pao Aachen, grad u kojemu su se tada krunili carevi Svetog Rimskog Carstva. Mirovnim sporazumom potpisanim 843. godine u Verdunu dotada jedinstvena Franačka podijeljena je na tri dijela; Karlo je dobio zapadni dio države koji se otada zvao Zapadna Franačka i od koje je nastala Francuska; njegov brat Ludvig istočni dio koji se prozvao Istočna Franačka. Lotaru je ostala Italija, Lotaringija te carski naslov. 
Mir, međutim, nije dugo potrajao jer su se protiv Karla pobunili plemići Bretanje i Akvitanije. U bitci kod Balona 845. godine i šest godina kasnije kod Juvardeila čak je i sam kralj bio potučen. Mirovni sporazum koji slijedi rezultira državnom decentralizacijom čije će se prave posljedice vidjeti tek dva desetljeća poslije smrti ovoga kralja. 
Mir koji tada nakratko nastupa narušen je Lotarovom smrću 855. i zahtjevom francuskog plemstva da se zbaci nepopularni Karlo II. Ludvig dolazeći na poziv pobunjenika 858. godine osvaja cijelu Francusku, ali veto Crkve na ujedinjenje ove dvije države vraća ponovno vlast u ruke zbačenog kralja.

## Posljednje godine
Ako izuzmemo pljačkaške pohode Vikinga, mir sada traje u zemlji cijelih 15 godina do odluke pape o krunidbi Karla II. za Svetog Rimskog Cara. Sama krunidba 29. prosinca 875. godine rezultira objavom rata od strane Njemačke. Niti smrt tamošnjeg vladara Ludviga I. sljedeće godine ne zaustavlja ovaj rat. Tek novi vojni poraz Karla II. u bitci kod Andernacha 8. listopada 876. godine donosi kakav-takav mir teritorijima Francuske i Njemačke pošto se rat nastavlja u Italiji. Tijekom vojnog pohoda u Italiji sljedeće godine Karlo II. umire prirodnom smrću.
Imao je više djece, ali ga je nadživio samo Luj II., koji nasljeđuje njegovu francusku krunu, dok tijekom sljedeće 4 godine nitko ne drži titulu cara Svetog Rimskog Carstva.
| Prethodnik: Ludovik I. Pobožni | Kralj Francuske | Nasljednik: Luj II. |

| Prethodnik: Luj II. | Car Svetog Rimskog Carstva | Nasljednik: Karlo III. |

## Poveznice
- Pistreski edikt
- Popis francuskih vladara